# Vilma Zacharová
Vilma Zacharová (* 10. dubna 1927) byla slovenská a československá politička Komunistické strany Slovenska, poslankyně Slovenské národní rady v 60. letech a poslankyně Sněmovny národů Federálního shromáždění za normalizace.

## Biografie
V letech 1962–1966 se uvádí jako účastnice zasedání Ústředního výboru Komunistické strany Slovenska. Ve volbách roku 1964 se stala poslankyní Slovenské národní rady.
Po provedení federalizace Československa usedla do Sněmovny národů Federálního shromáždění. Mandát nabyla až dodatečně v březnu 1971. Do federálního parlamentu ji nominovala Slovenská národní rada. Ve federálním parlamentu setrvala do konce funkčního období, tedy do voleb roku 1971.